# Сутта-питака
«Сутта-питака» (пали Sutta-piṭaka, «Корзина наставлений») или «Суттанта-питака» — вторая из трёх частей (пали piṭaka, «корзин») Типитаки, содержащая свыше 17 тысяч сутт, приписываемых Будде или его ближайшим сподвижникам. Авторитет сутт памятника, затрагивающих наиболее важную часть дхармы, признаётся практически всеми школами тхеравады и махаяны, за несколькими исключениями.
Большинство сутт написаны в прозе, но среди них есть и стихотворные вкрапления (гатхи). Обычно они имеют краткое введение, в котором рассказывается где, когда и по какому случаю была создана та или иная сутта, часто представляющая собой речь Будды. Непосредственное составление памятника, как и остальных частей «Палийского канона», согласно преданию, было произведено на первом буддийском соборе, произошедшем вскоре после смерти Будды. Начало формирования «Сутта-питаки» до второго буддийского собора, положившего начало сектам, подтверждается, среди прочего, крайне сильным сходством названий палийских никай и санскритских агам, что говорит об ещё сохранявшейся взаимосвязи разных школ.
В комплексе Кутодо Сутта-питаке отведено 410 плит.

## Содержание
Основным предметом «Сутта-питаки» является буддийская дхарма, но некоторые сутры затрагивают проблемы дисциплины. Она содержит также некоторые литературные произведения.
«Сутта-питака» делится на пять сборников (никая, в санскритских канонах — агама) сутр:
- Дигха-никая («Сборник длинных [наставлений]»). Состоит из 34 длинных сутр, включающих выдержки из доктрины, легенды и нравственные предписания.
- Мадджхима-никая («Сборник средних [наставлений]»). Состоит из 152 сутр средней длины, часть из которых приписывается ученикам Будды. Затрагивает почти все стороны буддизма.
- Самьютта-никая («Сборник сгруппированных [наставлений]»). Состоит из 3024 отдельных сутр, разделённых на 56 групп (самьютта).
- Ангуттара-никая («Сборник [наставлений], возрастающих на один член»). Состоит из 8122 кратких сутр, разделённых на одиннадцать секций (нипата). Содержание сутр каждой из секций связано с её порядковым номером[5].
- Кхуддака-никая («Сборник кратких [наставлений]»). Состоит из пятнадцати книг.